# Astragalus squarrosulus
Astragalus squarrosulus är en ärtväxtart som beskrevs av Sanchir. Astragalus squarrosulus ingår i släktet vedlar, och familjen ärtväxter. Inga underarter finns listade i Catalogue of Life.